# شد عرصه زمین چو بساط ارم جوان
قصیده‌ای با مطلع «شد عرصهٔ زمین چو بساط ارم جوان» توسط حافظ در مدح شاه شجاع سروده شده است. این قصیده اولین قصیده در دیوان حافظ به تصحیح محمد قزوینی و قاسم غنی می باشد.

## در مدح شاه شجاع - شد عرصهٔ زمین چو بساط ارم جوان
| شد عرصهٔ زمین چو بساط ارم جوان          |  | از پرتو سعادت شاه جهان‌ستان             |
| خاقان شرق و غرب که در شرق و غرب، اوست  |  | صاحب‌قران خسرو و شاه خدایگان            |
| خورشید ملک‌پرور و سلطان دادگر           |  | دارای دادگستر و کسرای کی‌نشان           |
| سلطان‌نشان عرصهٔ اقلیم سلطنت             |  | بالانشین مسند ایوان لامکان             |
| اعظم جلال دولت و دین آنکه رفعتش        |  | دارد همیشه توسن ایام زیر ران           |
| دارای دهر شاه شجاع آفتاب ملک           |  | خاقان کامگار و شهنشاه نوجوان           |
| ماهی که شد به طلعتش افروخته زمین       |  | شاهی که شد به همّتش افراخته زمان        |
| سیمرغ وهم را نبود قوّت عروج             |  | آنجا که بازِ همّت او سازد آشیان          |
| گر در خیال چرخ فتد عکس تیغ او          |  | از یکدگر جدا شود اجزای توأمان          |
| حکمش روان چو باد در اطراف بر و بحر     |  | مهرش نهان چو روح در اعضای انس و جان    |
| ای صورت تو ملک جمال و جمال ملک         |  | وی طلعت تو جان جهان و جهان جان         |
| تخت تو رشک مسند جمشید و کیقباد         |  | تاج تو غبن افسر دارا و اردوان          |
| تو آفتاب ملکی و هر جا که می‌روی         |  | چون سایه از قفای تو دولت بود دوان      |
| ارکان نپرورد چو تو گوهر به هیچ قرن     |  | گردون نیاورد چو تو اختر به صد قران     |
| بی‌طلعت تو جان نگراید به کالبد          |  | بی‌نعمت تو مغز نبندد در استخوان         |
| هر دانشی که در دل دفتر نیامده‌ست        |  | دارد چو آب خامهٔ تو بر سر زبان          |
| دست تو را به ابر که یارد شبیه کرد‌‌؟     |  | چون بدره بدره این دهد و قطره قطره آن   |
| با پایهٔ جلال تو افلاک پایمال           |  | وز دست بحر جود تو در دهر داستان        |
| بر چرخ علم ماهی و بر فرق ملک تاج       |  | شرع از تو در حمایت و دین از تو در امان |
| ای خسرو منیع جناب رفیع قدر             |  | وی داور عظیم مثال رفیع‌ شان             |
| علم از تو در حمایت و عقل از تو با شکوه |  | در چشم فضل نوری و در جسم ملک جان       |
| ای آفتاب ملک که در جنب همّتت            |  | چون ذرهٔ حقیر بود گنج شایگان            |
| در جنب بحر جود تو از ذره کمتر است      |  | صد گنج شایگان که ببخشی به رایگان       |
| عصمت نهفته رخ به سراپرده‌ات مقیم        |  | دولت گشاده‌رخت بقا زیر کندلان           |
| گردون برای خیمه خورشید فلکه‌ات          |  | از کوه و ابر ساخته پازیر و سایه‌بان     |
| وین اطلس مقرنس زردوز زرنگار            |  | چتری بلند بر سر خرگاه خویش دان         |
| بعد از کیان به ملک سلیمان نداد کس      |  | این ساز و این خزینه و این لشکر گران    |
| بودی درون گلشن و از پردلان تو          |  | در هند بود غلغل و در زنگ بُد فغان       |
| در دشت روم خیمه زدی و غریو کوس         |  | از دشت روم رفت به صحرای سیستان         |
| تا قصر زرد تاختی و لرزه اوفتاد         |  | در قصرهای قیصر و در خانهای خان         |
| آن کیست کاو به مُلک کند با تو همسری‌؟    |  | از مصر تا به روم و ز چین تا به قیروان‌؟ |
| سال دگر ز قیصرت از روم باج سر          |  | وز چینت آورند به درگه خراج جان         |
| تو شاکری ز خالق و خلق از تو شاکرند     |  | تو شادمان به دولت و ملک از تو شادمان   |
| اینک به طرف گلشن و بستان همی‌روی        |  | با بندگان‌، سمند سعادت به زیر ران       |
| ای ملهمی که در صف کروبیان قدس          |  | فیضی رسد به خاطر پاکت زمان زمان        |
| ای آشکار پیش دلت هر چه کردگار          |  | دارد همی به پردهٔ غیب اندرون نهان       |
| داده فلک عنان‌ِ ارادت به دست تو          |  | یعنی که مرکبم به مراد خودم بران        |
| گر کوششیت افتد‌، پر داده‌ام به تیر       |  | ور بخششیت باید‌، زر داده‌ام به کان       |
| خصمت کجاست‌؟ در کف پای خودش فکن         |  | یار تو کیست‌؟ بر سر چشم منش نشان        |
| هم کام من به خدمت تو گشته منتظم        |  | هم نام من به مدحت تو گشته جاودان       |